# بول كار (ممثل)
بول كار (بالإنجليزية: Paul Carr)‏ مواليد 31 يناير 1934 في لويزيانا، الولايات المتحدة - الوفاة 17 فبراير 2006 في لوس أنجلوس، هو ممثل ومخرج ومنتج أمريكي بدأ مسيرته الفنية سنة 1955.

## الأعمال
- المستشفى العام
- أكيرا
- أجيال
- كاوبوي بيباب

## روابط خارجية
- بول كار على موقع IMDb (الإنجليزية)
- بول كار على موقع ألو سيني (الفرنسية)
- بول كار على موقع أول موفي (الإنجليزية)
- بول كار على موقع قاعدة بيانات برودواي على الإنترنت (الإنجليزية)
- بول كار على موقع قاعدة بيانات الأفلام السويدية (السويدية)
- بول كار على موقع إن إن دي بي (الإنجليزية)
- بول كار على موقع قاعدة بيانات الفيلم (الإنجليزية)
- بول كار على موقع كينوبويسك (الروسية)